# Trituradora de papel

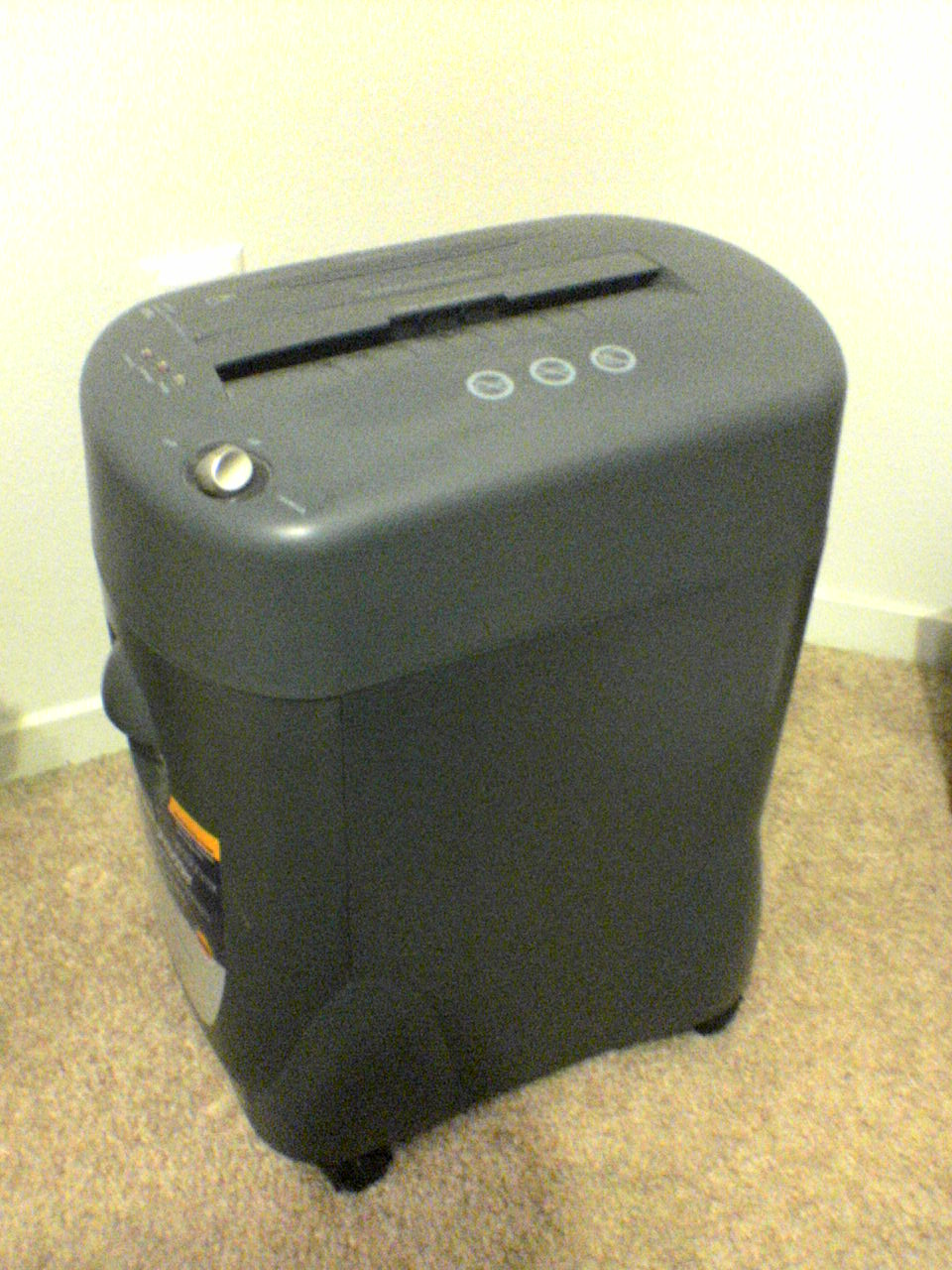
Trituradora de papel con "Papelera" incorporada

Las trituradoras de papel, también llamadas destructoras de papel, como el nombre sugiere, son aparatos que trituran o destruyen documentos a trozos finos de modo que la información que contienen resulta ilegible. 

## Tipos
Hay tres tipos de trituradoras de papel: 
1. Tira o trituradoras de papel de línea recta - Cortan el documento en tiras delgadas. El problema aquí consiste en que fragmentos de información todavía pueden ser legibles, y las partes pueden unirse para tener sentido.
2. Trituradoras de papel de corte cruzado - Esta trituradora corta el documento verticalmente así como horizontalmente. De este modo, el documento es cortado en trozos cuadrados muy diminutos, siendo casi imposible unirlos de nuevo. Las trituradoras de papel de corte cruzado cuestan más, pero proporcionan mayor seguridad.
3. Trituradoras de papel de partículas - Trituran el documento en partículas (de unos 5 mm x 5mm por ejemplo).

También se pueden clasificar por el tipo de uso:
- Trituradoras de papel de uso personal
- Trituradoras de papel de uso en oficina pequeña
- Trituradoras de papel de uso en oficina mediana
- Trituradoras de papel Semi Industriales[1]
- Trituradoras de Papel Industriales